# Pòssum de muntanya
El pòssum de muntanya (Trichosurus caninus) és una espècie de marsupial de la família dels falangèrids. És endèmic d'Austràlia.